# Vejen (općina)
Vejen je općina u danskoj regiji Južna Danska.

## Zemljopis
Općina se nalazi u središnjem dijelu poluotoka Jutlanda, prositire se na 814,36 km2.

## Stanovništvo
Prema podacima o broju stanovnika iz 2010. godine općina je imala 42.768 stanovnika, dok je prosječna gustoća naseljenosti 52,53 stan/km2. Središte općine je grad Vejen.

### Naselja
| Veća naselja u općini |           |                    |
| Br.                   | Naselje   | Stanovnika (2010.) |
| 1                     | Vejen     | 9.080              |
| 2                     | Brørup    | 4.452              |
| 3                     | Holsted   | 3.172              |
| 4                     | Rødding   | 2.689              |
| 5                     | Jels      | 1.837              |
| 6                     | Askov     | 1.798              |
| 7                     | Skodborg  | 1.320              |
| 8                     | Bække     | 1.035              |
| 9                     | Gesten    | 914                |
| 10                    | Glejbjerg | 713                |

## Vanjske poveznice
- Službena stranica općine  Arhivirana inačica izvorne stranice od 28. veljače 2007. (Wayback Machine)